# Gabriele Benedetti
Gabriele Benedetti (Montevarchi, 9 juli 2000) is een voormalig Italiaans wielrenner die in 2022 één seizoen als beroepsrenner uitkwam voor Drone Hopper-Androni Giocattoli.

## Overwinningen
2018
3e etappe Giro del Nordest d'Italia
Eind- en puntenklassement Giro del Nordest d'Italia
2021
 Italiaans kampioen op de weg, Beloften

## Resultaten in voornaamste wedstrijden
|      | \| Jaar \| Strade Bianche \| \| ---- \| -------------- \| \| 2022 \| opgave \| |
| Jaar | Strade Bianche                                                                 |
| 2022 | opgave                                                                         |

## Ploegen
2020 –  Casillo-Petroli Firenze-Hopplà
2021 –  Zalf Euromobil Fior
2022 –  Drone Hopper-Androni Giocattoli
Alba · Bais · Benedetti · Bisolti · Cepeda (tot 31/7) · Chirico · Grosu · Holther · Marchiori · Marengo · Merchan · Muñoz · Piccolo (vanaf 24/6 tot 31/7) · Ponomar · Ravanelli · Restrepo · Rojas · Sepúlveda · Tagliani · Tesfatsion · Umba · Vigo · Zardini · Zurita